# Yuki Chizui
Yoshiaki "Yuki" Chizui (1986) es una cocinera japonesa de sushi. Directora de un restaurante llamado Nadeshico Sushi, el primer restaurante con personal únicamente femenino del mundo situado en el distrito de Akihabara en Tokio.

## Biografía
Estudió Arte a la vez que trabajaba a tiempo parcial en un restaurante de sushi ubicado en Tsukiji Fish Market, unos grandes almacenes. Cuando finalizó sus estudios en la universidad y tras las dificultades para encontrar trabajo en el mundo del arte se decidió a montar su propio restaurante desafiando el sexismo imperante de Japón. Las mujeres no pueden ser chefs de sushi y solo lo son en los restaurantes informales puesto que en los restaurantes tradicionales de alta gama dominan los hombres. Para Jiro Ono, hijo de un galardonado con tres estrellas michelín y uno de los chefs más reconocidos en Japón, una de las razones por las que no se permite a las mujeres ser "itamae" en el restaurante era por el hecho de que menstruaban. Otra de las creencias compartidas en la cultura japonesa tiene que ver con que las mujeres tienen más calor en las manos por lo que las tienen pegajosas al moldear el arroz.

### Trayectoria profesional
En 2010 abrió el Nadeshico Sushi, en un rincón del distrito de Akihabara, en Tokio, donde Yuki es la gerente y vicepresidenta y donde junto con sus compañeras están desafiando el tradicionalismo del mundo del sushi. El Nadeshiko Sushi es uno de los miles de restaurantes de sushi que hay en Japón pero es el único en el que todos los chefs son mujeres ya que la industria está dominada predominantemente por hombres. Aunque no hay estadísticas oficiales sobre cocineras de sushi en Japón no son muchas entre las 35.000 que figuran en la lista de la Asociación de Sushi de Japón.
Normalmente la imagen de un chef de sushi es la de alguien que ha pasado años limpiando pescado y platos sin embargo la trayectoria de Yuki no fue así. En su restaurante no utiliza el típico traje blanco sino que sus kimonos o yukatas son coloridos, con accesorios, están maquilladas y se alejan de la típica y clásica imagen de chef, según ella misma participan en el movimiento kawaii que la sociedad asocia a la feminidad. Como cocinera intenta romper con el estereotipo que considera que solo los hombres son chefs de sushi con su restaurante de sushi que es el único en Japón donde todos los chefs son mujeres. 

No puedo evitar saber que estoy haciendo algo muy grande, y esto me ayuda a seguir adelante. Como no hay nada determinado sobre cómo debe ser una cocinera de sushi, me resulta fácil probar cosas diferentes y hacer cambios si no funcionan. Esto es algo que probablemente no muchas personas pueden hacer en su trabajo, así que me encanta poder hacerlo estando en mi posición actual.

Yuki también está trabajando para formar a más mujeres que sigan sus pasos, contrata a cocineras, y recientemente ha abierto una escuela para que las mujeres tengan la oportunidad de aprender a hacer sushi. Como propietaria de un restaurante, también intenta hacer negocios con otras mujeres proveedoras. De hecho en un principio cuando iban al mercado de Tsukiji a comprar pescado debían aguantar comentarios de mal gusto por parte de los otros chefs. Según la BBC, Yuki tuvo que recurrir a la dueña de un barco tripulado por mujeres de la prefectura Yamaguchi para que le proveyeran de pescado cada semana.
En septiembre de 2021 y para celebrar su décimo aniversario añadieron un nuevo tipo de sushi aderezado con ingredientes que se utilizan en la cocina medicinal como la canela o los piñones que formó parte desde ese momento de su menú.